# Pseuduvaria silvestris
Pseuduvaria silvestris là loài thực vật có hoa thuộc họ Na. Loài này được Friedrich Ludwig Diels miêu tả khoa học đầu tiên năm 1912 dưới danh pháp Orophea silvestris. Năm 1956 James Sinclair chuyển nó sang chi Pseuduvaria.

## Phân bố
Loài này có ở New Guinea.